# Orculella bulgarica
Orculella bulgarica is een slakkensoort uit de familie van de Orculidae. De wetenschappelijke naam van de soort is voor het eerst geldig gepubliceerd in 1915 door P. Hesse.